# Spółgłoska zwarto-szczelinowa dziąsłowo-podniebienna dźwięczna
Spółgłoska zwarto-szczelinowa dziąsłowo-podniebienna dźwięczna – rodzaj dźwięku spółgłoskowego występujący w językach naturalnych, oznaczany w międzynarodowej transkrypcji fonetycznej IPA symbolem [dʑ].

## Artykulacja
W czasie artykulacji tej spółgłoski:
- modulowany jest strumień powietrza wydychany z płuc, czyli jest to spółgłoska płucna egresywna
- tylna część podniebienia miękkiego zamyka dostęp do jamy nosowej, jest to spółgłoska ustna
- prąd powietrza w jamie ustnej uchodzi wzdłuż środkowej linii języka – spółgłoska środkowa
- następuje wysklepienie języka w kierunku przedniej części podniebienia przy jednoczesnym kontakcie czubka języka z dziąsłami – jest to spółgłoska przedniopodniebienna.
- Dochodzi do całkowitego zablokowania przepływu powietrza przez jamę ustną i nosową, a następnie do przejścia bezpośrednio, bez plozji, do spółgłoski [ʑ].
- wiązadła głosowe periodycznie drgają, spółgłoska ta jest dźwięczna

## Przykłady
- w języku polskim: dzieło ['dʑɛwɔ]
- w języku japońskim: 地震 jishin [dʑiɕĩɴ], "trzęsienie ziemi"
- w języku serbskochorwackim: Đorđe [dʑordʑe], "Jerzy"
- w języku yele: nj:ee [ndʑẽː], "śmieci"